# Arzamasskij rajon
L'Arzamasskij rajon (in russo Арзамасский район?) è un rajon dell'Oblast' di Nižnij Novgorod, nella Russia europea; il capoluogo è Arzamas.